# Coleambally
Coleambally est un village australien situé dans la zone d'administration locale de Murrumbidgee en Nouvelle-Galles du Sud. La population s'élevait à 1 331 habitants en 2016.

## Géographie
Établi dans la Riverina, au sud de la Nouvelle-Galles du Sud, à 637 km au sud-ouest de Sydney, le village est notamment traversé par la Hume Highway et la Newell Highway.

## Toponymie
Le nom du village serait d'origine aborigène et signifie probablement un « martinet en vol ».

## Histoire
Avant l'arrivée des Européens, la région était habitée par le peuple aborigène Wiradjuri.
Le plan d'aménagement de la zone de Coleambally commence en 1958 avec les travaux d'irrigation afin de rendre les terres fertiles. Entre 1960 et 1969, plus de 300 agriculteurs et 22 horticulteurs se voient attribuer des terrains, avec l'obligation de disposer des moyens financiers pour développer leurs exploitations. Un village est alors construit pour accueillir les services et les commerces nécessaires à la communauté et inauguré le 27 juin 1968.
En 2008, à la suite des propositions du gouvernement fédéral d'acheter de grandes quantités d'eau aux irrigateurs - apparemment pour « sauver » le bassin Murray-Darling - Coleambally offre la totalité de la zone, y compris les fermes, les droits d'eau et toute la ville, à vendre au prix de 3,5 milliards de dollars.

## Économie
L'économie du village repose sur 87 000 ha de terres agricoles où l'on cultive des céréales, principalement du riz, mais aussi du blé, du maïs et de l'orge. Le colza, le soja, les olives et les amandes font également partie des productions locales.
La localité héberge depuis 2018 la plus grande centrale solaire photovoltaïque d'Australie, avec une puissance de 189 MW, construite et exploitée par la société française Neoen.